# Pegomya medogensis
Pegomya medogensis este o specie de muște din genul Pegomya, familia Anthomyiidae, descrisă de Fan și Chen în anul 1984. Conform Catalogue of Life specia Pegomya medogensis nu are subspecii cunoscute.